# Многообразная судьба
«Многообразная судьба» (англ. Manifold Destiny; в оригинале игра слов с manifest destiny, «явное предначертание») — статья Сильвии Назар и Дэвида Грубера, опубликованная в американском журнале «Нью-Йоркер» 28 августа 2006 года. Статья размером 10 000 слов детально описывает контекст исторического события — доказательства российским математиком Г. Перельманом гипотезы Пуанкаре.
Текст статьи охватывает биографии математиков, внесших вклад в итоговое доказательство, их отношения с Перельманом на протяжении последних лет, интервью независимых экспертов, а также мнения и комментарии самого Перельмана, которыми он поделился с авторами статьи, приехавшими в Петербург для личной встречи.
Сильвия Назар, экономист и профессор журналистики, известная на Западе своей биографической книгой о Джоне Нэше, и Дэвид Грубер, также работающий в области научной журналистики, анализируют в статье не саму математическую проблему и её доказательство, а сложные взаимоотношения внутри международного математического сообщества. Авторы поднимают острые вопросы, связанные с научной и деловой этикой среди современных учёных, противопоставляя героя статьи Григория Перельмана известному китайскому математику Яу Шинтуну.

## Центральный момент
Яу Шинтун, обладатель множества математических премий, в том числе премии Филдса в 1982 году, возглавлял одну из трёх групп учёных, независимо друг от друга проверявших доказательство Перельмана, опубликованное им в 2002—2003 годах, на истинность и наличие нестыковок. В эту группу входили два его ученика Цао Хуайдун (Huai-Dong Cao) и Чжу Сипин (Xi-Ping Zhu), которых Яу привлёк для проверки доказательства.
В 2006 году на сайте Азиатского математического журнала (фр.), соредактором которого является Яу, они опубликовали работу «The Hamilton-Perelman Theory of Ricci Flow: The Poincaré and Geometrization Conjectures», посвящённую анализу доказательства Перельмана. Однако спустя некоторое время название статьи было изменено на новое: «A Complete Proof of the Poincaré and Geometrization Conjectures: Application of the Hamilton-Perelman Theory of the Ricci Flow». Также был изменён текст аннотации статьи.
Эти изменения и последующие комментарии Яу, которые, согласно статье в «The New Yorker», он сделал на своей лекции в Пекине в 2006 году в рамках международной математической конференции по теории струн, создавали впечатление, что Цао и Чжу внесли свой собственный вклад в доказательство гипотезы Пуанкаре.
Статья «Нью-Йоркера» дает понять, что это событие не было случайным. Описывая карьеру Яу в ретроспективе, Назар и Грубер отмечают, как с течением времени он всё больше становится озабоченным борьбой за власть в китайском математическом сообществе и продвижением китайских математиков на мировой арене.
Авторы припоминают Яу предыдущий случай, когда он и его ученики пытались присвоить себе авторство окончательного доказательства одной из гипотез в области зеркальной симметрии, первоначально представленного Александром Гивенталем в 1996 году.
Назар и Грубер разъясняют разницу между качественными пробелами в доказательстве (ошибками, нестыковками) и его шероховатостями: трудностью восприятия, использованием одних теорий, а не других, нераскрытыми сокращениями. Это различие важно, так как в первом случае позволяет другим учёным поправить просчёты представленной работы и присвоить себе авторство окончательного доказательства; во втором же случае этого сделать нельзя. Таким образом, Яу, пользуясь возможностью вносить критические замечания в представленные доказательства, по мнению Назар и Грубера, пытается преувеличить заслуги китайских математиков под его руководством, умаляя оригинальность и полноту чужих доказательств.
По информации авторов статьи, перед публикацией работы Чжу и Цао в Азиатском математическом журнале 31 математик из состава его редакционного совета получил электронное письмо Яу, в котором сообщалось, что у них есть три дня на то, чтобы прокомментировать работу Чжу и Цао, которую Яу запланировал опубликовать в журнале. При этом к письму не прилагались ни сама работа, ни сторонние рецензии, ни её аннотация. Помимо этого, Яу пытался выторговать копию работы другой пары математиков, независимо проверявших доказательство гипотезы, в обмен на работу Чжу и Цао у директора Института Клэя Джима Карлсона. Яу мотивировал это тем, что его бывший ученик Тянь Ган, работавший в паре с Джоном Морганом, может позаимствовать положения работы Чжу и Цао.
Эти события связываются авторами статьи с конфликтом, произошедшим между Яу и видным китайским математиком Чжень Шэньшэнем, который долгие годы был его учителем и наставником. Чжень Шеньшень много лет добивался проведения конгресса Международного математического союза в Пекине и, когда наконец в 2002 году местом проведения конгресса был выбран Пекин, Яу пытался уговорить членов союза перенести заседание в Гонконг. Незадолго до смерти Шеньшень объявил своим преемником Тянь Гана, который был учеником Яу, а не самого Яу. Яу со своей стороны стал критиковать в интервью Тянь Гана, обвиняя его в растрате средств и плагиате.
Подобный образ Яу резко контрастирует с образом Григория Перельмана, осуждающим конформизм и нарушение этических норм в математическом сообществе. По поводу Яу, статья цитирует следующие слова Перельмана: «Я не могу сказать, что я возмущен, остальные поступают ещё хуже».
В довершение всего в статье была размещена недвусмысленная иллюстрация на всю страницу: рисунок, на котором Яу срывает с шеи Перельмана медаль Филдса.

## Реакция
Статья наделала много шума, и реакция Яу не заставила себя ждать. 18 сентября 2006 года на его личном сайте появилась копия двенадцатистраничного письма, которое адвокаты Яу направили авторам статьи и Джессике Розенберг, отвечавшей за проверку фактов в статье. Журналисты обвинялись в преднамеренной диффамации заслуженного математика. В письме утверждалось, что репутации Яу нанесён серьёзный урон и что журналисты, умело манипулируя цитатами, в стремлении создать статью сенсационного толка, преднамеренно стремились очернить Яу, не дав ему при этом возможности оправдать себя по выдвинутым обвинениям. Также Яу был оскорблён иллюстрацией, включенной в статью. В письме присутствует анализ многих утверждений в статье, которые Яу считает спорными, а также требования публичных извинений от «Нью-Йоркера» с изменением спорных утверждений в статье в соответствии с комментариями Яу.
На сайте Яу также появились письма других именитых математиков в поддержку Яу и с критикой в адрес статьи. Среди отправивших такое письмо был и Ричард Гамильтон, известный американский математик, внесший крупный вклад в исследования Проблемы Пуанкаре. Он направил адвокатам Яу письмо, в котором выразил огорчение тем, как Яу представлен в статье, и подчеркнул значимость Яу для итогового доказательства. В 1980-x годах Гамильтон активно сотрудничал с Яу, который вслед за Гамильтоном осознал значимость потока Риччи для возможности доказательства гипотезы. В списке писем поддержки, также значатся письма математиков Штрука (Stroock) и Андерсона (Anderson), чьи критические интервью присутствуют в статье. Действительно ли они отправляли эти письма — неизвестно.

## Ответ «Нью-Йоркера»
Несмотря на угрозу иска о диффамации и нанесения вреда международной репутации Яу, «Нью-Йоркер» не стал пересматривать статью. Более того, редакция журнала выступила с заявлением, в котором поддержала журналистов. В заявлении сообщалось, что статья — это «итог сверхскрупулёзной четырёхмесячной работы по сбору материала с последующей тщательной проверкой фактов». Журналисты, отвечавшие за проверку фактов, согласно заявлению журнала, «беседовали с профессором Яу более восьми часов, они изучили заметки, плёнки с интервью и документы, собранные авторами, и провели своё собственное тщательное расследование». Позиции профессора Яу, по мнению редакции, «был предоставлен достаточный объём», а сама статья «пунктуальна и справедлива» и «не выходит за рамки этических стандартов журналистики».

## Последствия
17 октября 2006 года другое издание — газета «Нью-Йорк Таймс» опубликовала статью под названием «Шинтун Яу. Император математики». В статье подробно рассказывается о карьере Яу и приводятся хвалебные отзывы о нем других математиков. Вторая половина статьи посвящена скандалу вокруг работы Цао и Чжу и конфликту Яу и «Нью-Йоркера». В дополнение критических замечаний «Нью-Йоркера» «Нью-Йорк Таймс» упоминает о «недоразумении», которое произошло при публикации работы Цао и Чжу. Один из основных аргументов статьи дословно повторял аргумент статьи Брюса Клейнера (Bruce Kleiner) и Джона Лотта (John Lott), опубликованной в интернете в 2003 году. Клейнер и Лотт также работали над проверкой доказательства Григория Перельмана.
В итоге Азиатский математический журнал признал ошибку, выпустив эрратум о том, что профессор Чжу и Цао приняли этот аргумент за свой, так как изучали его три года назад и добавили в свои наработки, забыв об этом впоследствии. Помимо этого, журнал исправил первоначальное название статьи и её аннотацию таким образом, чтобы она больше не вводила в заблуждение относительно авторства итогового доказательства.
22 декабря 2006 года журнал «Science» выпустил номер, сообщавший о достижениях Г. Я. Перельмана, попутно присудив ему премию Прорыв года. В номере описывалась история гипотезы Пуанкаре и вклад разных учёных, приблизивших её итоговое доказательство. Кроме того, журнал отметил скандальные эпизоды с Цао и Чжу, которые заявляли о первенстве в публикации полного доказательства, а также заимствовали элементы доказательства Клейнера и Лотта. Последнее обстоятельство, как отмечает журнал, привело к срыву запланированной на январь 2007 года встречи математиков, заинтересованных в проблеме гипотезы Пуанкаре, которую пыталось организовать Американское математическое общество. Эта встреча сорвалась ввиду отказа Джона Лотта присутствовать на ней вместе с Чжу.

## Значение статьи
Статья Manifold Destiny была включена в антологию The Best American Science Writing за 2007 год. Одним из её непосредственных эффектов было изменение названия и аннотации статьи Чжу и Цао на первоначальные нейтральные варианты.
Она была замечена Владимиром Арнольдом, предложившим перепечатать её в московском журнале «Успехи математических наук», где он был членом редколлегии. Главный редактор журнала Сергей Новиков ответил ему отказом. По мнению Арнольда, отказ был связан с тем, что главный редактор журнала опасался мести со стороны Яу, так как тоже работал в США.